# Un scurt film despre iubire
Un scurt film despre iubire (poloneză: Krótki film o miłości) este un film polonez din 1988 regizat de Krzysztof Kieślowski. Rolurile principale au fost interpretate de actorii Grażyna Szapołowska și Olaf Lubaszenko.
Filmul a primit două premii la San Sebastián. 